# Magenta (Vlaamse muziekgroep)
Magenta was een Belgische pop/kleinkunst-groep uit de regio van Antwerpen die actief was tussen 1972 en 1979. De groep had een invloed op Johan Verminnen in zijn beginjaren. en op een aantal  Nederlandstalige rockbands uit de latere jaren zeventig, onder andere de Mechelse groep Bizjoe.
De groep had nationale bekendheid maar kon zich niet consolideren, onder andere omdat de meesten een beroepscarrière als muzikant niet zagen zitten. Ze speelden op Nekka '74 en waren regelmatig live te gast in tal van TV- en radioprogramma's. Ze stonden ook even in de top-tien.

## Geschiedenis
Magenta werd in 1973 opgericht door een aantal vrienden-muzikanten uit Merksem en Schoten. De groep werd geïnspireerd door de producties van Boudewijn De Groot en Jan De Wilde en progressieve ballad & rock bands uit de prille jaren zeventig. Ze werden ontdekt door Guido Lauwaert, de latere organisator van de Nacht van de Poëzie en Kazuno, de voorloper van Nekka.
In 1974 bracht Magenta een eerste lp uit bij Phonogram (“Magenta”) die veel gedraaid werd door Radio Brabant, de voorlopers van Studio Brussel. Het grote maiden optreden vond plaats in Vorst Nationaal op de eerste Nacht van de Poëzie. Magenta was ook een van de hoofdacts op Nekka, editie 1974, en eindigde in 1975 tweede in Humo’s Pop Poll, na The Pebbles.
De groep verzorgde het voorprogramma van het laatste optreden van Wim Sonneveld (Passage 44, Brussel) en trad op met o.m. Fungus, Robert Long, Armand, Rob De Nijs, Ramses Shaffy en Liesbeth List in België en Nederland. In 1975 werd de band aangezocht door de BRT als 'nieuw geluid' voor de preselectie van Eurosong in het Amerikaans Theater.
De band werd na een kortstondige pauze opnieuw actief in 1977 met de tweede lp “De Lifter”. Na de daaropvolgende tournee gingen ze in 1979 definitief uit elkaar. Magenta heeft in vrijwel alle toenmalige Vlaamse jeugdclubs en CC’s opgetreden en zorgde mee voor vernieuwing in het Nederlandstalig rocklandschap door zijn originele mix van rock en kleinkunst.
Belangrijkste songs: “M’n goeie vriend”, “Illusie”, “Vroeger”, "De Business", “Heer des Huizes”, “Het Onzichtbare Oog”, “De Lifter”, “Mens, wat wil je meer”.
Een aantal songs maken inmiddels deel uit van diverse Nederlandstalige verzamelcd's en in 2019 werd "Als je iets wil doen dat je echt doen wil" opgenomen in de songlist van het Harde Smart project "Flemish & Dutch Grooves from the 70's" (Sdban Records). In 2020 was de groep nog een laatste keer actief op enkele reünie-concerten.

## Leden
De originele groep bestond uit Jan Wellens (gitaar), Joseph (Jeff) Boudry (basgitaar), Marc Segal (R.I.P.) (drums), Roland Arnould (zang), Wim Reiling (R.I.P.) (elektrische piano, orgel). Na het vertrek van Jan Wellens werden achtereenvolgens Romain Schoonis (gitaar) en Willy Heynen (R.I.P.) (gitaar) aan de groep toegevoegd. Magenta werd voor de opnamen van de tweede LP bijgestaan door Evert Verhees (producer & basgitaar, synthesizer), François Maes (saxofoon) en Michael Zydowsky (viool).

## Discografie[3]
- Magenta (1974), album
- De Lifter (1977), album